# Pony Express (jeu)
Pour les articles homonymes, voir Pony Express (homonymie).
Le Pony Express est un jeu de société créé par Bruno Faidutti et Antoine Bauza, édité en 2009 par Funforge.
Sur le thème d'une course entre courriers du Pony Express, c'est un jeu de parcours dont la principale originalité est de mêler des systèmes de prise de risque et de lancers de dés, inspirés du poker dice, et un jeu d'adresse. En effet, lors des duels, les dés ne sont plus utilisés pour avancer mais pour tenter d'abattre les pions adverses, ou les indiens.

## Règle du jeu
Le jeu se compose d'un plateau, de 5 figurines de cow-boys, de 3 figurine d'indien, d'un jeton, de 5 dés représentant une carte sur chaque face, de pépites d'or, de cartes et d'un gobelet pour cacher les dés.
Le but du jeu est d'arriver en premier à Sacramento pour poster ses lettres.
En début de partie, chaque joueur reçoit 2 cartes (en choisit une et jette l'autre) et un nombre de pépites d'or. Les cartes vont permettre diverses actions possibles. Ce sont principalement les dés qui vont permettre les déplacements et les pépites sont utiles pour relancer les dés.

### Les déplacements
Voilà le principe : le premier joueur (marron) lance les dés face cachée.
Si son jet de dés le satisfait, tout va bien. Dans le cas contraire il peut payer une pépite pour relancer tous les dés qu'il veut (sauf un). Il doit cependant soit montrer les dés qu'il relance, soit montrer ceux qu'il conserve. Cette action peut être répétée tant que le joueur peut payer.
Ensuite, il annonce la combinaison qu'il souhaite (par exemple : brelan) pour avancer du nombre de cases correspondant, chaque combinaison permettant d'avancer d'un certain nombre de cases.
Si un joueur (rouge), celui dont le pion est le plus proche de celui qui vient de lancer ses dés, pense qu'il ment alors il l'accuse de bluff. Si notre joueur bluffait vraiment, il reste sur place et le joueur rouge avance. Si le joueur marron disait vrai, alors il avance et le joueur rouge va en prison.
Si personne ne soupçonne de bluff, alors le joueur marron avance comme indiqué par la combinaison.
Ensuite il passe les dés et les gobelets à son voisin de gauche et c'est à lui de jouer.

### Les cases
Il existe 5 types de cases :
- les cases vertes (carte)
- les cases rouges (indien)
- les cases marron (chemin de fer)
- les cases jaunes (mine)
- les cases bleues (saloon).
S'ajoutent les 3 dernières cases.

#### Les cartes
Lorsque l'on tombe sur une case verte, on pioche deux cartes et on en conserve une. Ces cartes peuvent permettre diverses actions : relancer un ou plusieurs dés, rejouer, avancer, gagner un poker, prendre le train gratuitement...

#### Les indiens
Lorsque l'on tombe sur cette case, on doit essayer de tuer les indiens. les figurines sont places dans un coin du plateau, et un dé dans le coin opposé. On doit alors, à l'aide d'une pichenette, faire tomber les figurines des indiens. Tous les indiens tombés rapportent une pépite, mais tous ceux restés debout nous font reculer d'une case.
Attention, entre le dé et les indiens, il se peut qu'il se trouve sur le chemin d'autres pony express que vous. Si jamais vous renversez une figurine, vous allez en prison !

#### Le chemin de fer
Lorsque l'on tombe sur cette case, cela signifie que l'on est dans une gare. Si on le veut (et on le peut) on paye le nombre indiqué de pépites pour se rendre à la prochaine gare.

#### La mine et les pépites
Lorsque l'on tombe sur cette case, on jette les dés, visibles. Suivant la combinaison on gagne plus ou moins de pépites.
Ces pépites servent ensuite à pouvoir relancer des dés, à prendre le train (voir plus haut) ou à payer sa tournée au saloon (voir ci-dessous).

#### Le saloon
Lorsque l'on s'arrête sur cette case, on doit lancer les dés et payer autant de pépites qu'indiquées. Pour la bonne ambiance, les auteurs du jeu précisent qu'on doit également se lever et aller chercher à boire pour tout le monde !

### Duel
Si lors d'un déplacement dû aux dés, un joueur arrive sur une case déjà occupée, alors il y a duel ! On place dans ce cas un pion dans un coin du plateau et le deuxième dans le coin opposé. On laisse le jeton sur la case pour ne pas oublier où ils se trouvaient. Ensuite, le joueur (marron) qui vient de provoquer le duel commence à tirer avec son dé (comme avec les indiens). S'il n'a pas réussi à faire tomber la figurine de son adversaire (rouge), c'est à son tour d'essayer, et ainsi de suite jusqu'à ce que quelqu'un y parvienne, ou que chaque joueur ait eu trois essais.
Attention ! Comme avec les indiens, si on renverse d'autres pony express, on va droit en prison et en plus, on perd le duel !
Le joueur qui emporte le duel gagne la moitié (arrondie au supérieur) des pépites de son adversaire.
Si aucun joueur ne gagne, il ne se passe rien, mais l'attaquant (marron) n'a pas le droit à l'action qui se trouve sur sa case, seulement si elle est bénéfique (donc pour les cases jaunes, marron et vertes).

### Poker
Lorsqu'un joueur arrive sur une case où il y a déjà deux autres joueurs, alors il déclenche un poker. Chaque joueur lance les dés face visible et celui qui a la meilleure combinaison l'emporte.

### La prison
Lorsque l'on se retrouve en prison on a deux choix :
- soit on paye immédiatement une pépite pour en sortir,
- soit on lance les dés, ce qui peut nous permettre de gagner des pépites, des cartes ou même de sortir de prison.
Dans tous les cas, on ne reste jamais plus d'un tour consécutif en prison. Une fois que l'on a purgé sa peine, on peut ressortir.

### Autres précisions
Le chemin est découpé en trois parties, dans la première il ne peut y avoir de duel, et dans la dernière on doit payer deux pépites au lieu d'une si l'on veut relancer les dés.
Lorsqu'un joueur est le dernier sur le plateau, il a droit de relancer gratuitement une fois les dés.
Lorsqu'un joueur n'a plus de pépites et que son tour de jeu commence, la banque lui verse une pépite.
Enfin quand deux joueurs arrivent sur les trois dernières cases, c'est le duel final, les autres pony express n'étant plus que de simples spectateurs. Le vainqueur du duel remporte la partie.